# Old Bethpage
Old Bethpage es un lugar designado por el censo (en inglés, census-designated place, CDP) ubicado en el condado de Nassau, estado de Nueva York, Estados Unidos. Según el censo de 2020, tiene una población de 6403 habitantes.
Está ubicado en Long Island, en el municipio de Oyster Bay.

## Geografía
La localidad está ubicada en las coordenadas 40°45′3″N 73°27′30″O / 40.75083, -73.45833 (40.750823, -73.458396). Según la Oficina del Censo, tiene un área total de 10.80 km², de la cual 10.79 km² son tierra y 0.01 km² son agua.

## Demografía
Según la Oficina del Censo, en 2000 los ingresos medios de los hogares de la localidad eran de $89,771 y los ingresos medios de las familias eran de $100,325. Los hombres tenían ingresos medios por $67,917 frente a los $40,353 que percibían las mujeres. Los ingresos per cápita eran de $34,666. Alrededor del 4.3% de la población estaba por debajo del umbral de pobreza.
De acuerdo con la estimación 2016-2020 de la Oficina del Censo, los ingresos medios de los hogares de la localidad son de $153,262 y los ingresos medios de las familias eran de $170,694. Los ingresos per cápita en los últimos doce meses, medidos en dólares de 2020, son de $63,317. Alrededor del 3.6% de la población está por debajo del umbral de pobreza.

## Museos
En la localidad se encuentra el complejo denominado Old Bethpage Village Restoration. Inaugurado en 1963 en una antigua granja, es un museo de historia viviente que consiste en un pueblo restaurado de Long Island de mediados del siglo XIX.